# Kristtorn (art)
Kristtorn (Ilex aquifolium) er en stedsegrøn busk eller et op til 10 meter højt træ. Kristtorn plantes hyppigt, men findes i Danmark vildt i bøgeskove og krat i Østjylland. Kristtorn er kendt for sine smukke blade og frugter (frugter findes kun på hunplanter).
Kristtorn betegnes også som kristtjørn, kristtidsel, krontorn, skovtidsel, hårdeg, på Bornholm som strandtidsel  og i Jylland som Hyffeltorn, hvor hyffel/høffel kan føres tilbage til betydningen at stikke.

## Beskrivelse
Barken er først grøn, men bliver senere lysebrun for at slutte som koksgrå. Bladene er spredte og med sylespidse randtorne når planten er i ungdomsform. Blade på træer i voksen form med blomstrende grene mangler dog i reglen alle randtorne bortset fra den yderste spids. Blomsterne er hvide og sidder i fåtallige stande i bladhjørnerne. Kristtorn har i reglen rent hanlige eller rent hunlige individer, så de røde bær ses kun på bestemte planter. Nogle få planter har både han- og hunblomster sammen.
Hovedroden er en tyk pælerod, der går dybt ned. Smårødderne er filtede og ligger lige under jordoverfladen.
Højde x bredde og årlig tilvækst: 10 x 3 m (15 x 5 cm/år).

## Voksested
Kristtorn gror på fugtig bund som underskov i ege-avnbøgeskove i det vestlige Europa og i Lilleasien. Planten hører hjemme i skyggen under større træer, og den ses ofte under en ikke alt for tæt bøgeskov. Sammen med Taks (Taxus baccata) er den blandt de få planter, der kan trives under Bøg (Fagus sylvatica). Kristtorn kan ikke lide vedvarende temperaturer under ÷25 °C, og det er derfor at Kristtorn har en udbredelse der er afhængig af havets mildhed.

## Anvendelse
Planten er afholdt og velegnet som have- og parkplante. De flotte blade og bær gør den til et yndet dekorationsemne hen under juletid, og det mørkegrønne "look" klæder haven ved vintertid. Desuden holder drosselfugle (Solsort, Sjagger, Misteldrossel og Vindrossel) meget af bærrene.
| Portal | Portal:Botanik |